# Margot Eskens
Margot Eskens (Düren, 1936. augusztus 12. –‎ Karintia, 2022. július 29.) német énekesnő és színésznő.

## Életpályája
Eskens képviselte Németországot az Eurovíziós Dalfesztiválon 1966-ban. Die Zeiger der Uhr című dalával 10. helyezést ért el. 

## Diszkográfia

### Albumok
- 1963: Bonjour la France
- 1964: Serenade der Liebe
- 2010: Achterbahn der Liebe

### Kislemezek
- Ich möcht heut ausgehn, 1955
- Tiritomba, 1956
- Mamatschi, 1956
- Cindy oh Cindy, 1957
- Calypso Italiano, 1957  (*)
- Wenn du wieder mal auf Cuba bist 1957 (*)
- Rosamunde, 1957 (*)
- Himmelblaue Serenade, 1958, (*)
- Mondschein-Partie, 1959, (*)
- Weisser Flieder roter Mohn, 1960
- Wenn Du heimkommst, 1961
- Ein Herz, das kann man nicht kaufen 1962
- Mama, 1964
- Vorbei ist vorbei, 1966
- Das Leben ist schön, 1975
- Vom Baum gefallen 2005
- Liebelei ist leider keine Liebe
- Tag für Tag bekomme ich drei Rosen

(*) Silvio Francescoval

## Filmjei
- 1961: Auf Wiedersehen
- 1971: … und sowas nennt sich Show

## Fordítás
- Ez a szócikk részben vagy egészben  a   Margot Eskens című német Wikipédia-szócikk fordításán alapul.  Az eredeti cikk szerkesztőit annak laptörténete sorolja fel. Ez a jelzés csupán a megfogalmazás eredetét és a szerzői jogokat jelzi, nem szolgál a cikkben szereplő információk forrásmegjelöléseként.
- Ez a szócikk részben vagy egészben  a   Margot Eskens című holland Wikipédia-szócikk fordításán alapul.  Az eredeti cikk szerkesztőit annak laptörténete sorolja fel. Ez a jelzés csupán a megfogalmazás eredetét és a szerzői jogokat jelzi, nem szolgál a cikkben szereplő információk forrásmegjelöléseként.